# Albert Voigts (Widerstandskämpfer)
Albert Voigts (* 4. Juni 1904; † 30. Juni 1943 im KZ Sachsenhausen) war ein deutscher Widerstandskämpfer und Ingenieur.

## Leben
Albert Voigts war von Beruf Diplomingenieur. Er bildete zusammen mit Hans Sußmann, Elfriede Paul und Walter Küchenmeister eine eigene kleine Gruppe innerhalb der Widerstandskreise der Berliner Roten Kapelle, die in engem Kontakt mit den Künstlerkreisen um Oda Schottmüller und Kurt Schumacher stand. Durch Voigts fanden auch Hans und Else Sußmann zu diesem Widerstandskreis.
Anfang Oktober 1942 wurde Voigts von der Gestapo festgenommen und ins KZ Sachsenhausen verbracht. Die Gestapo verfügte zum Vorwurf des Verfassens von Flugblättern über keine Beweise und auch die Mitangeklagten sagten trotz Folter nicht gegen ihn aus, weshalb es auch zu keinem Gerichtsverfahren kam. Voigts kam Ende Juni 1943 im KZ ums Leben.